# Fútbol en los Juegos Asiáticos de 2010
El fútbol fue una de las disciplinas en la que se disputaron medallas en los Juegos Asiáticos de 2010 realizados en China.
Participaron 24 seleccionados de los 36 países que integraron los Juegos. El torneo se disputó con selecciones sub-23. Japón, se llevó la medalla de oro al derrotar 1:0 a Emiratos Árabes Unidos, cual recibió la medalla de plata. Hubo partido por la medalla de bronce que se la llevó Corea del Sur 4:3 ante Irán. El anfitrión, China, quedó eliminada cuando cayó 3:0 frente a Corea del Sur en los octavos de final.

## Equipos participantes
| Equipos participantes | Equipos participantes | Equipos participantes | Equipos participantes  |
| --------------------- | --------------------- | --------------------- | ---------------------- |
| Atléticos de Kuwait*  | Baréin                | Bangladés             | Catar                  |
| China                 | Corea del Norte       | Corea del Sur         | Emiratos Árabes Unidos |
| Hong Kong             | India                 | Irán                  | Japón                  |
| Jordania              | Kirguistán            | Malasia               | Maldivas               |
| Omán                  | Pakistán              | Palestina             | Singapur               |
| Tailandia             | Turkmenistán          | Uzbekistán            | Vietnam                |

- Kuwait participó en este Juego Asiático como "Atléticos de Kuwait"

## Fase de grupos

### Grupo A
| Equipo     | Pts | PJ | PG | PE | PP | GF | GC | Dif |
| ---------- | --- | -- | -- | -- | -- | -- | -- | --- |
| Japón      | 9   | 3  | 3  | 0  | 0  | 8  | 0  | 8   |
| China      | 6   | 3  | 2  | 0  | 1  | 5  | 4  | 1   |
| Malasia    | 3   | 3  | 1  | 0  | 2  | 2  | 6  | -4  |
| Kirguistán | 0   | 3  | 0  | 0  | 3  | 2  | 7  | -5  |

| 8 de noviembre de 2010, 16:00 | Malasia                   | 2:1 (1:1) | Kirguistán  | Estadio Huadu, Guangzhou |                     |
|                               | Talaha 27' · Chanturu 60' |           | Sýdykov 37' | Árbitro(s): Win Cho      | Árbitro(s): Win Cho |

| 8 de noviembre de 2010, 19:00 | China | 0:3 (0:1) | Japón                                 | Estadio Tianhe, Guangzhou      |                                |
|                               |       |           | Yamazaki 11' · Nagai 59' · Suzuki 63' | Árbitro(s): Valentin Kovalenko | Árbitro(s): Valentin Kovalenko |

| 10 de noviembre de 2010, 16:00 | Malasia | 0:2 (0:1) | Japón                     | Estadio Huadu, Guangzhou |                         |
|                                |         |           | Nagai 27' · Yamagushi 64' | Árbitro(s): Ebrahim Ali  | Árbitro(s): Ebrahim Ali |

| 10 de noviembre de 2010, 19:00 | China            | 2:1 (0:1) | Kirguistán   | Estadio Tianhe, Guangzhou |                        |
|                                | Wenjun 84' · 94' |           | Sidorenko 5' | Árbitro(s): Ali Shaban    | Árbitro(s): Ali Shaban |

| 13 de noviembre de 2010, 19:00 | China                                          | 3:0 (0:0) | Malasia | Estadio Tianhe, Guangzhou |                          |
|                                | Jianbin 62' · Honglüe 66' · Linpeng 84' (pen.) |           |         | Árbitro(s): Ben Williams  | Árbitro(s): Ben Williams |

| 13 de noviembre de 2010, 19:00 | Kirguistán                                       | 0:3 (0:1) | Japón              | Estadio Tianhe, Guangzhou |                        |
|                                | Noborizato 6' · 62' (pen.) · Tomiyama 80' (pen.) |           | Pavel Sidorenko 5' | Árbitro(s): Ali Shaban    | Árbitro(s): Ali Shaban |

### Grupo B
| Equipo       | Pts | PJ | PG | PE | PP | GF | GC | DIF |
| ------------ | --- | -- | -- | -- | -- | -- | -- | --- |
| Irán         | 9   | 3  | 3  | 0  | 0  | 6  | 1  | +5  |
| Turkmenistán | 4   | 3  | 1  | 1  | 1  | 8  | 7  | +1  |
| Vietnam      | 3   | 3  | 1  | 0  | 2  | 5  | 8  | -3  |
| Baréin       | 1   | 3  | 0  | 1  | 2  | 2  | 5  | -3  |

### Grupo C
| Equipo          | Pts | PJ | PG | PE | PP | GF | GC | DIF |
| --------------- | --- | -- | -- | -- | -- | -- | -- | --- |
| Corea del Norte | 9   | 3  | 3  | 0  | 0  | 7  | 0  | +7  |
| Corea del Sur   | 6   | 3  | 2  | 0  | 1  | 7  | 1  | +6  |
| Palestina       | 1   | 3  | 0  | 1  | 2  | 0  | 6  | -6  |
| Jordania        | 1   | 3  | 0  | 1  | 2  | 0  | 7  | -7  |

### Grupo D
| Equipo               | Pts | PJ | PG | PE | PP | GF | GC | DIF |
| -------------------- | --- | -- | -- | -- | -- | -- | -- | --- |
| Catar                | 7   | 3  | 2  | 1  | 0  | 4  | 1  | +3  |
| Atléticos del Kuwait | 6   | 3  | 2  | 0  | 1  | 4  | 2  | +2  |
| India                | 3   | 3  | 1  | 0  | 2  | 5  | 5  | 0   |
| Singapur             | 1   | 3  | 0  | 1  | 2  | 1  | 6  | -5  |

### Grupo E
| Equipo                 | Pts | PJ | PG | PE | PP | GF | GC | DIF |
| ---------------------- | --- | -- | -- | -- | -- | -- | -- | --- |
| Emiratos Árabes Unidos | 7   | 3  | 2  | 1  | 0  | 7  | 1  | +6  |
| Hong Kong              | 7   | 3  | 2  | 1  | 0  | 6  | 2  | +4  |
| Uzbekistán             | 3   | 3  | 1  | 0  | 2  | 3  | 4  | -1  |
| Bangladés              | 0   | 3  | 0  | 0  | 3  | 1  | 10 | -9  |

### Grupo F
| Equipo    | Pts | PJ | PG | PE | PP | GF | GC | DIF |
| --------- | --- | -- | -- | -- | -- | -- | -- | --- |
| Omán      | 7   | 3  | 2  | 1  | 0  | 6  | 1  | +5  |
| Tailandia | 5   | 3  | 1  | 2  | 0  | 7  | 1  | +6  |
| Maldivas  | 2   | 3  | 0  | 2  | 1  | 0  | 3  | -3  |
| Pakistán  | 1   | 3  | 0  | 1  | 2  | 0  | 8  | -8  |

### Clasificación de los terceros colocados
| Equipo     | Pts | PJ | PG | PE | PP | GF | GC | DIF |
| ---------- | --- | -- | -- | -- | -- | -- | -- | --- |
| India      | 3   | 3  | 1  | 0  | 2  | 5  | 5  | 0   |
| Uzbekistán | 3   | 3  | 1  | 0  | 2  | 3  | 4  | -1  |
| Vietnam    | 3   | 3  | 1  | 0  | 2  | 5  | 8  | -3  |
| Malasia    | 3   | 3  | 1  | 0  | 2  | 2  | 6  | -4  |
| Maldivas   | 2   | 3  | 0  | 2  | 1  | 0  | 3  | -3  |
| Palestina  | 1   | 3  | 0  | 1  | 2  | 0  | 6  | -6  |

## Fase final

### Octavos de final
| 15 de noviembre de 2010 | Irán                                        | 3-1 | Malasia          | Estadio Yuexiushan, Guangzhou  |                                |
| 16:00                   | Ansarifard 53' · Hosseini 59' · Sharafi 67' |     | Idlan 86' (pen.) | Árbitro(s): Tayeb Shamsuzzaman | Árbitro(s): Tayeb Shamsuzzaman |

| 15 de noviembre de 2010 | Omán                            | 3-0 | Hong Kong | Huangpu Sports Center, Guangzhou |                             |
| 16:00                   | Al-Hadhri 30', 61' · Younis 68' |     |           | Árbitro(s): Choi Myung-yong      | Árbitro(s): Choi Myung-yong |

| 15 de noviembre de 2010 | China | 0-3 | Corea del Sur                                               | Estadio Tianhe, Guangzhou        |                                  |
| 19:00                   |       |     | Kim Jung-woo 20' · Park Chu-young 50' · Cho Young-cheol 58' | Árbitro(s): Saeid Mozaffarizadeh | Árbitro(s): Saeid Mozaffarizadeh |

| 15 de noviembre de 2010 | Catar | 0-1 (t. s.) | Uzbekistán  | University Town Stadium, Guangzhou |                          |
| 19:00                   |       |             | Nagaev 108' | Árbitro(s): Ben Williams           | Árbitro(s): Ben Williams |

| 16 de noviembre de 2010 | Japón                                                       | 5-0 | India | Huangpu Sports Center, Guangzhou |                              |
| 15:30                   | Nagai 17', 51' · Yamazaki 28' · Yamamura 45' · Mizunuma 63' |     |       | Árbitro(s): Banjar Al-Dosari     | Árbitro(s): Banjar Al-Dosari |

| 16 de noviembre de 2010 | Corea del Norte                                | 2-0 | Vietnam | Estadio Yuexiushan, Guangzhou |                         |
| 15:30                   | Choe Kum-chol 35' · Choe Myong-ho 90+1' (pen.) |     |         | Árbitro(s): Kadhum Auda       | Árbitro(s): Kadhum Auda |

| 16 de noviembre de 2010 | Emiratos Árabes Unidos           | 2-0 | Atléticos del Kuwait | Estadio Tianhe, Guangzhou      |                                |
| 19:00                   | Al-Kamali 67' (pen.) · Mousa 88' |     |                      | Árbitro(s): Valentin Kovalenko | Árbitro(s): Valentin Kovalenko |

| 16 de noviembre de 2010 | Turkmenistán | 0-1 (t. s.) | Tailandia       | Estadio Yuexiushan, Guangzhou |                         |
| 19:00                   |              |             | Keawsombat 107' | Árbitro(s): Ali Sabbagh       | Árbitro(s): Ali Sabbagh |

### Cuartos de final
| 19 de noviembre de 2010 | Tailandia | 0-1 | Japón       | Huangpu Sports Center, Guangzhou |                                |
| 15:30                   |           |     | Higashi 45' | Árbitro(s): Valentin Kovalenko   | Árbitro(s): Valentin Kovalenko |

| 19 de noviembre de 2010 | Emiratos Árabes Unidos                                                                          | 0-0 (t. s.)(9-8 p.)        | Corea del Norte | Estadio Yuexiushan, Guangzhou    |                                  |
| 16:00                   |                                                                                                 |                            | | Árbitro(s): Saeid Mozaffarizadeh | Árbitro(s): Saeid Mozaffarizadeh |
|                         |                                                                                                 | Tiros desde el punto penal | |                                  |                                  |
|                         | Al-Kamali · A. Abdulrahman · Al-Amri · Saleh · O. Abdulrahman · Mousa · Ali · Jamal · Al-Shehhi |                            | Choe Myong-ho · Choe Kum-chol · Pak Nam-chol · An Chol-hyok · Jon Kwang-ik · Ri Kwang-hyok · Kim Kuk-jin · Pak Chol-min · Ri Chol-myong |                                  |                                  |

| 19 de enero de 2010 | Corea del Sur                                             | 3-1 (t. s.) | Uzbekistán  | Estadio Tianhe, Guangzhou |                         |
| 19:00               | Hong Jeong-ho 3' · Park Chu-young 93' · Kim Bo-kyung 102' |             | Karimov 72' | Árbitro(s): Minoru Tojo   | Árbitro(s): Minoru Tojo |

| 19 de noviembre de 2010 | Irán          | 1-0 | Omán | Huangpu Sports Center, Guangzhou |                             |
| 19:00                   | Aliaskari 41' |     |      | Árbitro(s): Choi Myung-yong      | Árbitro(s): Choi Myung-yong |

### Semifinales
| 23 de noviembre de 2010 | Irán      | 1-2 | Japón                    | Estadio Yuexiushan, Guangzhou |                     |
| 16:00                   | Afshin 6' |     | Mizunuma 38' · Nagai 60' | Árbitro(s): Tan Hai           | Árbitro(s): Tan Hai |

| 23 de noviembre de 2010 | Corea del Sur | 0-1 (t. s.) | Emiratos Árabes Unidos | Estadio Tianhe, Guangzhou |                          |
| 19:00                   |               |             | Ali 120+2'             | Árbitro(s): Ben Williams  | Árbitro(s): Ben Williams |

### Disputa del tercer lugar
| 25 de noviembre de 2010 | Corea del Sur                                                | 4-3 | Irán                                         | Estadio Tianhe, Guangzhou |                         |
| 15:30                   | Koo Ja-cheol 48' · Park Chu-young 77' · Ji Dong-won 88', 89' |     | Rezaei 5' · Aliaskari 45+2' · Ansarifard 49' | Árbitro(s): Kadhum Auda   | Árbitro(s): Kadhum Auda |

### Final
| 25 de noviembre de 2010 | Emiratos Árabes Unidos | 0-1 | Japón      | Estadio Tianhe, Guangzhou      |                                |
| 19:00                   |                        |     | Saneto 74' | Árbitro(s): Valentin Kovalenko | Árbitro(s): Valentin Kovalenko |

## Medallero
| Evento    | Oro   | Plata                  | Bronce        |
| --------- | ----- | ---------------------- | ------------- |
| Masculino | Japón | Emiratos Árabes Unidos | Corea del Sur |

## Goleadores
| 5 goals - Kensuke Nagai | 4 goals - Karim Ansarifard - Jalal Hosseini - Park Chu-young | 3 goals - Koo Ja-cheol - Choe Kum-chol - Ahmed Khalil |